# Ангиографија
Ангиографија или артериографија (од грч. angeion -„суд-крвни суд“ и  graphein -„написати или записати“) је инвазивна дијагностичка метода прегледа унутрашњости, или лумена, крвних судова човековог тела, уз посебно интересовање за артерије, вене и коморе срца. Обавља се убризгавањем радио непрозирног хидросолубилног (растворљивог у течностима) контрастног средства, кроз у ту сврху направљене бројне специјалне катетере, који се уводе у крвни суд, а затим се крвни судови трајно снимају (просевтљавањем X - зрацима), применом рендген технике (флуороскопије) на 35 mm биоскопском-филму или дигитално. Запис (на филму или слика на монитору флуроскопа), крвних судова зове се ангиограм..
За разлику од ангиопластике, која примењује инвазивну ангиографску процедуру (уметање катетера кроз који се убризгава контрастно средство), ангиографија се може обавити и само уметањем игле за убризгавање контрастног средства без катетера и његовог позиционирања под флуороскопском контролом. Ова техника се користи за сликање артерија у мозгу, срцу, бубрезима, гастроинтестинални тракт, аорти, врату, грудном кошу, удовима и плућима.
Мада је термин ангиографија строго дефинисан на основу пројекционе радиографије, овај израз се примењује и код новијих васкуларних техника сликања; Компјутеризована томографска ангиографија и Магнетна резонантна ангиографија.

## Историја
Технику ангиографије је први пут 1927, применио португалски лекар и неуролог Антонио Мониз како би уношењем контрастног средства у крвне судове уз помоћ рендгена начинио мождану ангиографију у циљу дијагнозе неколико врста нервних обољења, као што су тумори, коронарну артеријску болест и друге малформације артерија и вена. Антонио Мониз је данас признат као један од пионира у овој области, који је за допринос медицини награђен Нобеловом наградом за физиологију и медицину 1949.
Са увођењем Селдингерове методе, препарације крвних судова у 1953, ангиографија је постала много сигурнија и безбеднија процедура за многе болеснике. Селдингерови катетери који се уводе у крвни суд, обезбеђују већи комфор како лекару који изводи снимање тако и болеснику наносећи му мања оштећења на зиду крвног суда и кожи.

## Циљ
Циљ ангиографије је да утврди анатомију и степен опструкције лумена артерија. Информација добијене ангиографијом укључују и одређивање локализације, дужине и пречника артерија, присуство и тежину зачепљења лумена; као и процену квалитета протока крви. Ангиографија може јасно „осликати“ и врсту лезије (атером, тромбозу, дисекцију, спазам (грч) или миокардни мост - енгл. bridging срца. итд), као и присуство и степен колатералних крвних судова.
Ангиографија је тренутно једина метода која тачно може да утврди степен интралуминалне опструкције (сужења или зачепљења) крвних судова. Она показује патолошке промене у лумену крвног суда, а не указује на етиологију болести или на неопструктивне атеросклеротичне лезије. Ангиографија представља златни стандард са којим се најчешће пореде све остале методе;
...„Клинички ризик је мали а метода релативно скупа, па кардиолог васкуларни хирург или лекар друге специјалности треба пре индиковања методе, добро да процени какав је однос између клиничке користи и ризика са једне стране, тако и трошкова процедуре“.
Ангиографија има три основна циља у дијагностици болести крвних судова;
- Утврђивање природе болести крвних судова и њеног екстензитета, када дијагноза није јасна и не може да се искључи неинвазивним испитивањем.
- Утврђивање најпогоднијег и потенцијално најуспешнијег начина лечења (лекови, перкутана интервентна или хируршких реваскуларизација).
- Праћење ефеката лечења на појаву рестенозе|тромбозе и прогресију или регресију атеросклерозе.

## Техника ангиографије
Како би се извршило селективно снимање крвних судова, контрастно средство се на одређену локацију пласира кроз за ту сврху направљене бројне специјалне катетере. За пласирање специјалних катетера у крвне судове, као приступни пут, користи се перкутана техника или техника препарације артерије, обично феморалне (бутне) или брахијалне (надлакатне) артерије. Коронарна (срчана) ангиографија захтева и селективно пласирање катетера у ушћа леве и десне коронарне артерије као и/или у ушћа венских и артеријских графтова, како би се добио оптимални квалитет слика.
Лекари који изводе ове интервенције морају бити технички обучени за све аспекте процедуре, од познавања клиничких индикација и ризика процедуре, до коронарне анатомије, физиологије и патологије. Важно је, такође, да знају и основне принципе оптималне радиографске дијагностике и заштите од зрачења. 
Коронарна ангиографија се обичан врши као део катетеризације срца, која може укључивати и ангиографију других крвних судова или срчаних шупљина и хемодинамску процену, што је неопходно за потпуну инвазивну процену кардиоваскуларног болесника.

### Врсте
Зависно од опреме која се користи у току ангиографије постоје следеће врсте ангиографије
- Класична ангиографија - катетер ангиографија
- Компјутеризована томографска ангиографија
- Магнетна резонантна ангиографија

- Врсте ангиограма у зависности од примењене опреме за ангиографију
- Класична ангиографија - катетер ангиографија
- Компјутеризована томографска ангиографија
- Магнетна резонантна ангиографија

### Приступ крвном суду
У зависности од врсте ангиографије, крвном суду се приступа најчешће преко;
- Бутне (феморалне) артерије, за прегледе на левој страни срца и преглед артеријског система.
- Југуларне или бутне вене, за прегледе десне стране срца и венског система.
- Радијални приступ у пределу доње трећине подлактице
- Брахијални приступ у пределу лакта

### Селдингерова техника катетеризације крвног суда
Коришћењем система жица - водича и катетера, у крвне судове и крв, убризгава се контрастно средство (које показује способност апсорпције рендгенских зрака), чиме се обезбеђује да крвни судови постану „видљиви“ на рендгенском снимку. Селдингерова техника катетеризације крвног суда изводи се на следећи начин;
- Иглом се пунктира феморална (бутна) артерија или вена у препонској регији након локалне анестезије.
- Затим се кроз иглу у крвни суд уводи специјална флексибилна жица, која се пласира све до одговарајућег крвног суда.
- Игла се затим извуче из крвног суда преко жице, која остаје у крвном суду.
- Место убода се прошири помоћу кратког катетера - дилататора који се у крвни суд уводи преко жице.
- Уколико се посматрају крвни судови ноге, жица се извуче, а кроз дилататор се убризгава контрастно средство.
- Кретање контрастног средства се прати на монитору и серијски снима.
- Уколико је потребно приказати удаљеније крвне судове, након ширења места убода дилататор се извлачи а преко жице се у крвни суд увлачи посебан флексибилни катетер. Катетер се уводи до одговарајућег крвног суда а жица се извлачи. Кроз катетер се затим убризгава контрастно средство а приказани крвни судови се посматрају на монитору и серијски снимају.
- Након прегледа из крвног суда се извлаче жица и катетер а радиолог десетак минута прстима снажно притиска место убода.

Преглед је безболан и болесници га добро подносе а зависно од врсте претраге и стања на крвним судовима траје 15 минута до 1 часа. Само излагање зрачењу траје максимално неколико минута. Радиолог] и медицински техничар су стално уз болесника а према потреби ангажује се и анестезиолог.

### Документовање налаза
За документовање налаза примењује се:
- сериографија - снимање великог броја рендген снимака у кратком времену, или
- дигитална суптракциона ангиографија - која уз помоћ рачунара рендген налазе снима на оптичком диску (CD)[5]

Дигитална суптракциона ангиографија је много боља метода јер омогућава снимање крвних судова после убризгавања знатно мање количине контрастног средства него при класичној ангиографији, захваљујући рачунарском програму. Ова ангиографија је означена и суптракционом јер се помоћу рачунарског програма приказује само слика крвних судова, док се остале структуре, нпр. кости могу „обрисати“.

### Припрема болесника
Припрема болесника за ангиографију обухвата следеће поступке;
- Две недеље пре него што се приступа ангиографији пожељно је да болесници престану са употребом алкохола.
- Један до два дана пре снимања ради се тест толеранције болесника на контрастно средство и неопходне биохемијске анализе крви за процену функције бубрега и одређује време згрушавање крви.
- Да би се заштитио бубрег од велике количине јода из контрастног средства и обезбедила његова брза елиминација из организма, примењује се унос веће количине течности пре снимања.
- Да би се смањио ризик од алергијске реакције на контрастно средство према потреби примењују се антиалергијски лекови.
- Четири часа пре ангиограм не сме се конзумирати храна и вода.
- 30 минута, пре прегледа спроведи се премедикација: антихистаминицима (спречавање алергијских реакција), седативима, аналгетицима итд.
- Болесник пред само снимање скида са себе накит и металне предмете, јер они могу ометати пролаз рендген зрака.

Након ангиографије неопходан је унос велике количине течности - како би убрзала елиминација јода и других састојака контрастног средства из тела.
Пре снимања прибавља се и писмена сагласност болесника за ангиографију.

### Нежељени ефекти
- Доза зрачења којој је пацијент изложен у току овог прегледа зависи од дужине трајања прегледа и врсте прегледа, и вишеструко је већа него при стандардном рендгенском снимању.
- Мучнина
- Вртоглавица која се јавља због дужег лежања у току прегледа (ортостатска хипотензија)
- Нагон на повраћање се може јавити један до два минута након инјектирања контраста али нестаје након неколико секунди.
- Свраб
- Алергијске реакције разног интензитета све до анафилактичног шока.
- Бронхоспазам (сужење лумена дисајних путева изазвано њиховим грчењем), што изазива тешкоће у дисању.
- У случају трудноће, када се као контрастно средство користи Флуоресцеин, јавља се његово излучивање преко мајчиног млека. Зато се саветује мајкама да престану са дојењем 2 дана након ангиографије).[1]
- Интервентна радиолошка процедура (у које спада и ангиографија) носи и неке специфичне ризике који се повремено јављају и који могу изазвати локалне постинтервенцијске компликације, од којих су најважније ретроперитонеални хематом, локални хематом на месту убода, оток уда, периферна тромбоза, инфекција, трајне повреде нерава, пуцања или зачепљења крвних судова

### Поступак након ангиографије
Након ангиографије, болесник је под надзором медицинског тима око 6 сати. Током овог времена, болесник би требало да извесно време задржи екстремитет у стању мировања како би минимизирао крварење из убода. Такође испитаник треба да пије доста течности како би спречио дехидрацију и што пре измокрио преко бубрега контрастно средство. Када престане крварење из места убода (под условом да су сви витални знаци нормални), лекар ће одобрити болеснику да оде кући.
Код своје куће, болесник можете нормално да једе, али би требало да настави да пије додатне количине течности још један до два дана. Најмање 12 часова након ангиограма, треба избегавати напорне физичке активности као што су пењање уз степенице, вожња, и ходање. Са нормалним активностима испитаник може наставити након два дана од поступка.

## Компликације
Учесталост компликација и смртност на ангиографији је мала, али метода може бити праћена и озбиљним компликацијама, које су нешто израженије у коронарној ангиографији, тако да добијене клиничке информације морају да оправдају ризик ангиографије. Бројне студије су показала да је укупни ризик за појаву озбиљних компликација нпр. код коронарне ангиографије мањи од 2%.
Све интервентне радиолошке процедуре, па и ангиографија носе одређене интраопреативне и постоперативне ризике од којих су најзначајнији; могућа напрасна смрт или удар (инфаркт), ризик од крварења, згрушавање крви, настанак крвног угрушка, губитак уда, повреде крвних судова и алергијске реакције, као и друге евентуалне компликације.
„Иако су озбиљне компликације ретке, неке групе болесника су у већем ризику. Стабилно клиничко стање болесника пре интервенције значајно утиче на њен исход: ризик је највећи код болесника који се подвргавају коронарографија у ургентним стањима. Болесници са критичном стенозом главног стабла леве коронарне артерије су у више од два пута већем ризику од компликација при коронарној ангиографија, а велики опрез потребан је и када се сумња на овакву лезију. Болесници у морибундном стању пре коронарографије су у највенем ризику (10 пута већи), а артеријска оклузивна болест, акутни инфаркт миокарда, бубрежна инсуфицијенција и кардиомиопатија такође повећавају ризик ангиографске процедуре.“

## Индикације
Ова техника се примењује за откривање следећих оштећења крвних судова и других васкуларних промена у ткивима и органима код;
- Анеуризме, било које локализације
- Сужења крвних судов различите локализације.[6]
- Вазоконстрикција крвних судова
- Нарушене проходности (зачепљења) крвних судова (атеросклероза, тромбоза итд.)
- Урођене артерио-венске малформације на крвним судовима.
- Повреде разних органа.
- Тумори.
- Крварења унутар организма.

Индикације за примену ове методе је и преоперативна припрема болесника у циљу дијагнозе и одабира оперативне технике.

## Контраиндикације
Ангиографија је контраиндикована код;
- Акутних упала и инфективних болести.
- Код венографије ако је присутан тромбофлебит
- Психијатријске и душевне болести
- Инсуфицијенција срца, јетре и бубрега.
- Алергијске реакције на јод и друге састојке контрастног средства.
- Тешких стања пацијента било ког узрока.

## Галерија
- Антонио Мониз  пионир ангиографије
- Ангиограм анеуризме трбушне аорте
- Ангиограм илеофеморалне и феморелне артерије леве ноге
- Ангиограм анеуризме трбушне аорте 56х43